# Amedeo Minghi
Amedeo Minghi (Roma, 12 agosto 1947) è un cantautore e compositore italiano.
Nel corso della sua carriera Minghi ha collaborato e composto musica assieme ai maggiori artisti italiani, tra i quali Mietta, Mia Martini, Anna Oxa, Andrea Bocelli, Franco Califano, Rita Pavone e i Ricchi e Poveri. Ha inoltre partecipato 8 volte al Festival di Sanremo.
Le sue più note composizioni sono 1950, L'Immenso, La vita mia, Cantare è d'amore, Un uomo venuto da lontano e Notte bella magnifica. Il suo album in studio I ricordi del cuore (1992) ha superato le 600’000 copie vendute e ha vinto tre dischi di platino.

## Biografia

### Anni '60
Ultimo di sei figli, cresce nel rione romano di Prati e inizia l'attività musicale formando con alcuni amici il complesso beat "I Noemi": per il gruppo, di cui è voce solista, scrive la sua prima canzone, intitolata Una cosa stupida, che viene proposta senza risultato alla RCA Italiana.
Passato alla carriera da solista, dopo aver effettuato un provino con i maestri Stelvio Cipriani, Alberto Durante e Gianni Sanjust, direttore artistico della sede romana della Ricordi, viene messo sotto contratto dalla Dischi Ricordi, che gli fa incidere nel 1966 un 45 giri con i brani Alla fine e Ma per fortuna (entrambi con testo di Mogol), che vengono anche presentati nella trasmissione televisiva Scala reale.
L'anno seguente incide una cover di Dove credi di andare di Sergio Endrigo, che viene inserita in una compilation della Dischi Ricordi dedicata alle canzoni del Festival di Sanremo, dopodiché termina il contratto con la casa discografica.

### Anni '70
Nel 1970 conosce Edoardo Vianello e passa alla sua casa discografica, l'Apollo: inizia quindi a scrivere canzoni per I Vianella come la fortunata Vojo er canto de 'na canzone, Canto d'amore di Homeide e Fijo mio; quest'ultimo brano può essere considerato anche come il primo vero successo di Franco Califano, autore del testo.
Per l'Apollo pubblica anche un 45 giri, Denise/T'amerei, e il suo primo album, Amedeo Minghi (1973), con i testi scritti da Edoardo De Angelis (con il quale Minghi collaborerà in seguito), Francesco De Gregori e Carla Vistarini, che però non ottiene molto successo.
Nel 1975 entra nel gruppo i Pandemonium, per cui scrive anche alcune canzoni come Sicura, incisa anche da Dori Ghezzi & Wess.
Nel 1976 pubblica il singolo che ha per retro L'isola e soprattutto l'intensa L'immenso, brano che lo porterà in vetta a tutte le classifiche internazionali con più di 15 versioni e 2 milioni di dischi venduti (El inmenso, Allein mit dir).
Con i Pandemonium partecipa nel 1977 all'incisione dell'album ...E adesso andiamo a incominciare di Gabriella Ferri.
Continua negli anni settanta l'attività di compositore per altri cantanti: per la Schola Cantorum scrive La fantasia (con testo di Edoardo De Angelis), per Marisa Sannia Il mio mondo, il mio giardino (testo di Francesco De Gregori e Edoardo De Angelis), per Rita Pavone Ti perdo e non vorrei, per Marcella Bella Camminando e cantando, per Mia Martini Ma sono solo giorni. Negli anni ottanta sarà la volta di Toledo per Anna Oxa, Solo all'ultimo piano (testo di Mogol) e Romanzo d'appendice per Gianni Morandi.

### Anni '80
Abbandonato il gruppo dei Pandemonium nel 1978, firmerà per la CBS, per cui pubblica nel 1980 il secondo disco, Minghi, accompagnato dal singolo Sicuramente tu/Ti volevo cantare nella copertina, collaborando ancora una volta per i testi con De Angelis e con un altro paroliere, Adelio Cogliati; l'album è preceduto dal 45 giri Di più/Prima che sia rumore, che ottiene un buon successo e riporta Minghi in classifica a tre anni dall'ultimo singolo L'immenso.
Deluso dalla scarsa promozione effettuata dalla casa discografica per l'album e per l'ultimo 45 giri, Qualcuno (canzone con il testo scritto dal pittore Angelo Di Santo), passa alla It, dove conosce il paroliere e musicista Gaio Chiocchio, con cui inizia una collaborazione che durerà quattro anni e che produrrà alcune tra le canzoni più importanti realizzate da Minghi.
Nel 1981 inizia a produrre un giovane cantautore: Mario Castelnuovo.
Nel 1983 partecipa al Festival di Sanremo con 1950. Il brano non fu ammesso alla serata finale e arrivò anche ultimo, con 17 017 voti, nella classifica non competitiva della votazione popolare Totip. 1950 coniuga l'amore, la pace e la guerra in un crescendo melodico e poetico che ben rappresenta il caratteristico "anno fra la guerra e il 2000, anno tondo come il pallone che tiro diretto e che bell'effetto al mio cuore". Minghi ha definito 1950 «la canzone che più mi rappresenta».
Questa canzone verrà ripresa da Gianni Morandi. Inoltre, Minghi ne canterà uno spezzone modificato nel testo per una pubblicità della FIAT.
Passato alla RCA Italiana, pubblica nel 1984 il Q disc Quando l'estate verrà.
Nel 1985 è ospite al Festival di Sanremo con Il profumo del tempo, brano cantato assieme a Katia Ricciarelli.
Nel 1986 pubblica l'album Cuori di pace, seguito da Serenata (1987), incisi per la Durium.
Nel 1988 firma con la Fonit Cetra dando inizio a una serie di successi, grazie anche al contributo per le parole di un poeta come Pasquale Panella e agli arrangiamenti del maestro Mario Zannini Quirini. Il primo album con la nuova casa discografica è Le nuvole e la rosa.
Nel 1989 pubblica La vita mia album che vende 500 000 copie, aprendo il lungo tour teatrale "Forse sì musicale" che si conclude dopo tre anni con più 160 repliche e un milione di spettatori, dopo aver portato al successo con Canzoni una nuova interprete: Mietta. Con la canzone di Minghi, Mietta vincerà non solo la categoria "Nuovi" del Festival di Sanremo, ma anche il premio della critica e successivamente un disco di platino e un telegatto d'argento come rivelazione musicale dell'anno.

### Anni '90

#### Il grande successo conVattene amore(1990)
Nel 1990 arriva la consacrazione con Vattene amore, cantata assieme a Mietta. La canzone oltre ad arrivare terza al Festival di Sanremo e a vincere dieci dischi di platino, uno d'oro (certificato 33 anni dopo, nel 2023) e un Telegatto d'oro, diventa uno dei brani più celebri della storia della canzone italiana e permette ai due interpreti di imporsi come protagonisti della musica italiana degli anni novanta. Oltre a scalare le classifiche di vendita con Amedeo Minghi in concerto, album registrato in occasione del concerto del 23 luglio 1990 dove erano presenti 40 000 persone, produce la realizzazione dell'album di esordio di Mietta Canzoni, disco vincitore di sei dischi di platino per le 600 000 copie vendute. Io e la musica è invece il secondo inedito affidato a Mia Martini.
Nel 1991 ritorna a Sanremo con Nenè in collaborazione con Claudio Lorenzet (Endless Night è la versione inglese affidata a Bonnie Tyler) e Dubbi no, quest'ultima cantata da Mietta e da Leo Sayer. Nenè dà il titolo al doppio album pubblicato dopo il Festival, raccolta contenente l'omonimo brano, alcuni live e diversi suoi brani riarrangiati in studio, l'album vende oltre 200 000 copie.
In questi anni alterna l'attività cantautoriale con la scrittura delle colonne sonore per le miniserie televisive di Fantaghirò (la canzone tema Mio nemico amatissimo è cantata da Rossana Casale), La principessa e il povero, Desideria e l'anello del drago, Sorellina e il principe del sogno (regia di Lamberto Bava).
Nel 1992 pubblica I ricordi del cuore, trainato dall'omonimo brano scritto e cantato per la soap opera Edera, trasmessa da Canale 5; l'album raggiunge la cima della hit parade ed è uno dei dischi più venduti dell'anno con oltre 600 000 copie.
Seguono due partecipazioni a Sanremo: Notte bella, magnifica (1993), che arriva al nono posto, e Cantare è d'amore (1996), anch'essa arrivata al nono posto.
Nel 1997 pubblica in America Latina l'album Cantar es de amor versione spagnola dell'album Cantare è d'amore contenente inoltre, sempre in lingua spagnola, altri tre brani storici dell'autore: La vita mia, Marì e Gelosi amori miei. Minghi tiene concerti in Brasile. Segue la pubblicazione di due album, di cui uno antologico.
Nel 1998 chiude il decennio con l'album Decenni che, con le oltre 300 000 copie vendute, riceve quattro dischi d'oro.

### Anni 2000
Alla fine del millennio Minghi esce col singolo Un uomo venuto da lontano, scritto con Marcello Marrocchi e dedicato a papa Giovanni Paolo II. Esegue il brano in presenza del papa insieme con Gerusalemme, un inedito commissionato dal Vaticano in occasione del Giubileo 2000. In particolare, a Gerusalemme è legato un grande progetto: quello di essere eseguito in Terrasanta, proprio presso le mura della città, insieme con un cantante ebreo e uno palestinese, segno questo di incontro concreto tra i due popoli.
Nel 2000 torna nuovamente al Festival di Sanremo in coppia con Mariella Nava. Il brano Futuro come te si classifica al quattordicesimo posto.
Seguono gli album Anita (2000), L'altra faccia della luna (2002), scritti in collaborazione con Paolo Audino e Stefano Borgia, tra gli altri, e Su di me (2005), anno in cui viene coinvolto in un progetto per l'UNICEF da Lino Banfi con la pubblicazione dell'album Sotto l'ombrellone.
Inoltre, nel 2004 è l'autore di un brano per Andrea Bocelli, (Per noi). In una nuova raccolta pubblica un suo brano, Così sei tu, interpretato in duetto con la cantante moscovita Diana Gurzkaya e presentato a Mosca nel teatro del Cremlino. Sua anche la colonna sonora del film L'allenatore nel pallone 2. Nello stesso anno vince il Premio Lunezia per la qualità musical-letteraria delle sue canzoni, si esibisce e ritira il premio a luglio, ad Aulla (MS).
Nel 2006 scrive il suo primo libro autobiografico, L'ascolteranno gli americani, edito da Rai-Eri. Il 22 dicembre dello stesso anno partecipa a una cerimonia organizzata in suo onore a Roma, all'interno dei Musei Capitolini e del Campidoglio, nel corso della quale riceve una targa alla carriera consegnatagli da Valter Veltroni, sindaco della città.
Nel marzo 2007 produce il primo album dei Khorakhanè, La ballata di Gino, contenente l'omonimo brano presentato al Festival di Sanremo 2007.
In concomitanza con la partecipazione al Festival di Sanremo 2008 con il brano Cammina cammina, viene pubblicato il cd live 40 anni di me con voi del concerto del 2 febbraio 2008 all'Auditorium della Conciliazione di Roma. Ospiti del concerto, orchestrato dal maestro Renato Serio, Mietta, Rossana Casale, Maria Dangell, Fabio Andreotti, Serena Autieri, Lino Banfi, Giulio Base, Lolla e i Khorakhanè.

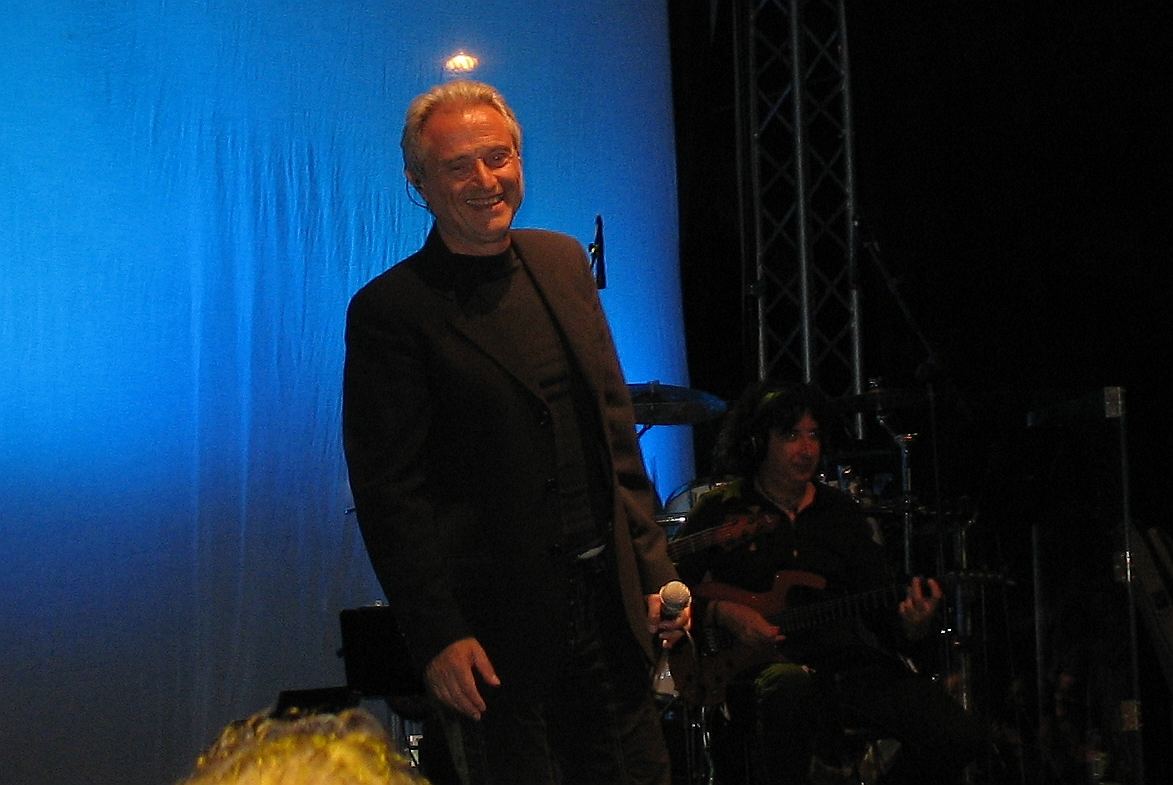
Minghi in un concerto nell'estate 2009

Il 27 marzo 2009, a un anno di distanza dal cd, esce anche il DVD del concerto del 2 febbraio 2008: All'Auditorium. L'ascolteranno gli americani. Il concerto, che ripercorre i 40 anni di carriera del cantautore romano, viene trasmesso su Raiuno e il relativo DVD viene distribuito anche nella versione cofanetto assieme a un cd live e uno antologico.
Nello stesso anno canta nell'ultimo album di Claudio Baglioni, Q.P.G.A., nella canzone Mia libertà.
Nel 2009 partecipa, in qualità di autore, alla realizzazione del progetto Terradimani.
Dall'ottobre 2009 ad aprile 2010 Minghi effettua il tour intitolato Di canzone in canzone tour; sei delle sette serate (l'ultima è una replica) di cui è composto il tour saranno messe in commercio tramite un cofanetto nel 2011.

### Anni 2010
Nel 2010 incide un duetto con Lando Fiorini nel brano Fijo mio, contenuto all'interno dell'album Ti presento Roma mia, dello stesso Fiorini, uscito alla fine di ottobre 2010.
Nel 2011 realizza la colonna sonora della fiction Rai Anita Garibaldi, le cui riprese iniziano il 18 aprile 2011.
Il 21 novembre 2011 al teatro Ghione di Roma parte la replica della tournée di successo Di canzone in canzone. Il 13 dicembre successivo esce la colonna sonora Il fantastico mondo di Fantaghirò; i brani raccolti nel CD sono 16, tra cui "Crederò" (P. Panella/A. Minghi), cantata da Amedeo Minghi e Arianna Bergamaschi, sigla di testa di alcune strisce quotidiane.
Il 1º settembre 2012 Raiuno gli affida uno spettacolo del sabato sera: Cantare è d'amore. Affiancato da Serena Autieri il programma vanta la partecipazione di ospiti dal calibro di Andrea Bocelli, Claudio Baglioni, Gino Paoli, Massimo Ranieri e i Modà e realizza 2 796 000 spettatori per il 14,59% di share A fine ottobre 2012 esce - a distanza di sette anni dall'ultimo album di inediti - Vivi e vedrai, primo singolo del suo nuovo progetto musicale.
Nel 2013 Justin Timberlake cita nel suo nuovo brano Only when I walk away la canzone di Minghi del 1972 Lustful. Nello stesso anno, il 6 agosto - a meno di un anno dal precedente - esce un nuovo singolo, Arrivederci a quando non lo so, con testo di Mogol.
Il 7 gennaio 2014 la moglie di Minghi, Elena Paladino, muore dopo 40 anni di matrimonio; i due si erano conosciuti all'Apollo Records, ed erano sposati dal 13 ottobre 1973. La coppia ha avuto due figlie, Annesa e Alma.
Il 14 ottobre 2014 esce l'album Suoni tra ieri e domani, un libro a cura di Niccolò Carosi con CD realizzato da Terre Sommerse, che contiene l'inedito Io non ti lascerò mai. Il singolo è accompagnato da un videoclip realizzato da un giovane regista, Michele Vitiello e prodotto da Niccolò Carosi.
Il 14 ottobre 2016 per festeggiare i 50 anni di carriera esce l'album La bussola e il cuore, un cofanetto composto da tre dischi: "La bussola" con dieci brani nuovi, "Il cuore" con cinque brani classici del suo repertorio riarrangiati, e "Mappe" con venti brani inediti ma registrati fra gli anni settanta e ottanta. Nel cd "La bussola" figura un brano, "Pensando a te" scritto dallo stesso Amedeo Minghi insieme con i compositori e autori Alessandro Hueber e Marco Buongiovanni. Le altre canzoni sono firmate dal melodista con la collaborazione di Mogol e Paolo Audino.
Nel 2018 prende parte al cast di concorrenti di Ballando con le stelle in onda su Rai Uno.
Il 23 aprile esce il nuovo singolo Tutto il tempo per l'etichetta Clodio Music - Editore La Sanbiagio produzioni. La canzone viaggia accanto a un modernissimo videoclip, con la regia di Michele Vitiello, la consulenza di Niccolò Carosi e il montaggio di Damiano Punzi.
Il 20 marzo 2019 esce il nuovo singolo e ...John, su etichetta Clodio Music, dedicato alla storia d'amore di John Lennon e Yoko Ono, accompagnato da un videoclip diretto da Michele Vitiello.

### Anni 2020
Il 26 marzo 2021 esce il nuovo singolo Navi o Marinai, scritto in collaborazione con l'autore e compositore Andrea Montemurro, etichetta Lead Record su edizioni musicali MZQ, con produzione artistica e arrangiamento di Mario Zannini Quirini, accompagnato da un videoclip diretto da Michele Vitiello.
Nel settembre 2023 viene invitato da Amadeus per prendere parte a una delle tre serate di Arena Suzuki, dove ha modo di riproporre al pianoforte la sua 1950 e Vattene amore, cantata per l'occasione con Mietta (ospite della stessa serata) dopo 33 anni dall'ultima volta insieme. Tale brano viene certificato con l'ennesimo disco d'oro tra luglio e agosto del medesimo anno.
Nella primavera del 2024 pubblica i singoli Non c'è vento stasera e Dove sei, dove mai, che anticipano il nuovo disco di inediti Anima sbiadita (uscito il successivo 8 novembre), per Nar International e Warner Music Italy.

## Vita privata
Amedeo Minghi si è sposato il 13 ottobre 1973 con Elena Paladino. La moglie è morta il 7 gennaio 2014, dopo quaranta anni di matrimonio. La coppia ha avuto due figlie, Annesa e Alma.
Cattolico praticante, la sua fede ha influenzato molta della sua discografia. Egli ha musicato testi sacri legati al mondo Cristiano, come Il Cantico delle Creature e le Beatitudini; ha anche dedicato un brano a papa Giovanni Paolo II: Un uomo venuto da lontano.

## Stile musicale
Il suo stile musicale si rifà al melodramma italiano, che nel corso degli anni ha saputo miscelare alla canzone d'autore. 
Tra i tanti parolieri con cui ha collaborato, due in particolare hanno segnato la sua carriera: Gaio Chiocchio, che ha caratterizzato le composizioni di Minghi con testi particolarmente cinematografici, di narrazione aperta, ariosi e pregni di speranza, e Pasquale Panella, che a seguito della collaborazione con Lucio Battisti, diede a Minghi testi legati alla visione intimistica del discorso amoroso, incessante, turbolento e mai banale. Di molti testi, soprattutto dagli anni 2000 in poi, è infine coautore o autore lo stesso Minghi.

## Partecipazioni al Festival di Sanremo

### Interprete e autore
| Edizione                 | Artista                       | Brano                 | Autore                           | Categoria | Posizione     | Premi                |
| ------------------------ | ----------------------------- | --------------------- | -------------------------------- | --------- | ------------- | -------------------- |
| Festival di Sanremo 1983 | Amedeo Minghi                 | 1950                  | Gaio Chiocchio - Amedeo Minghi   | Unica     | Non finalista |                      |
| Festival di Sanremo 1990 | Amedeo Minghi & Mietta        | Vattene amore         | Pasquale Panella - Amedeo Minghi | Campioni  | 3             | Premio "Terzo Posto" |
| Festival di Sanremo 1991 | Amedeo Minghi                 | Nenè                  | Amedeo Minghi                    | Campioni  | 6             |                      |
| Festival di Sanremo 1993 | Amedeo Minghi                 | Notte bella magnifica | Amedeo Minghi                    | Campioni  | 9             |                      |
| Festival di Sanremo 1996 | Amedeo Minghi                 | Cantare è d'amore     | Pasquale Panella - Amedeo Minghi | Campioni  | 9             |                      |
| Festival di Sanremo 2000 | Amedeo Minghi & Mariella Nava | Futuro come te        | Mariella Nava - Amedeo Minghi    | Campioni  | 14            |                      |
| Festival di Sanremo 2003 | Amedeo Minghi                 | Sarà una canzone      | Amedeo Minghi                    | Campioni  | 19            |                      |
| Festival di Sanremo 2008 | Amedeo Minghi                 | Cammina cammina       | Giuseppe Marcucci- Amedeo Minghi | Campioni  | 18            |                      |

### Ospite
| Edizione                 | Artista                           | Brano                | Autore                         |
| ------------------------ | --------------------------------- | -------------------- | ------------------------------ |
| Festival di Sanremo 1985 | Amedeo Minghi & Katia Ricciarelli | Il profumo del tempo | Gaio Chiocchio - Amedeo Minghi |
| Festival di Sanremo 2020 | Amedeo Minghi & Rita Pavone       | 1950                 | Gaio Chiocchio - Amedeo Minghi |

### Autore
| Edizione                 | Artista     | Brano                        | Autore                           | Categoria      | Posizione     | Premi                                                 |
| ------------------------ | ----------- | ---------------------------- | -------------------------------- | -------------- | ------------- | ----------------------------------------------------- |
| Festival di Sanremo 1985 | Laura Landi | Firenze, piccoli particolari | Gaio Chiocchio - Amedeo Minghi   | Nuove Proposte | Non finalista |                                                       |
| Festival di Sanremo 1989 | Mietta      | Canzoni                      | Pasquale Panella - Amedeo Minghi | Nuovi          | 1             | Premio "Primo Posto" Premio della Critica Mia Martini |
| Festival di Sanremo 1991 | Mietta      | Dubbi no                     | Pasquale Panella - Amedeo Minghi | Campioni       | 7             |                                                       |

### Produttore
| Edizione                 | Artista           | Brano                | Autore                      | Categoria | Posizione     | Premi |
| ------------------------ | ----------------- | -------------------- | --------------------------- | --------- | ------------- | ----- |
| Festival di Sanremo 1982 | Mario Castelnuovo | Sette fili di canapa | Mario Castelnuovo           | Unica     | Finalista     |       |
| Festival di Sanremo 1984 | Mario Castelnuovo | Nina                 | Mario Castelnuovo           | Campioni  | 6             |       |
| Festival di Sanremo 2007 | Khorakhanè        | La ballata di Gino   | Luca Medri - Mario Ulderici | Giovani   | Non finalista |       |

## Discografia

### Album in studio
- 1973 – Amedeo Minghi
- 1980 – Minghi
- 1983 – 1950
- 1986 – Cuori di pace
- 1987 – Serenata
- 1988 – Le nuvole e la rosa
- 1991 – Nené
- 1992 – I ricordi del cuore
- 1994 – Come due soli in cielo
- 1996 – Cantare è d'amore
- 1998 – Decenni
- 2000 – Anita
- 2002 – L'altra faccia della luna
- 2005 – Su di me
- 2005 – Sotto l'ombrellone (con Lino Banfi)
- 2016 – La bussola e il cuore
- 2024 – Anima sbiadita

## Talent-scout
- Mietta
- Mario Castelnuovo

## Programmi TV
- La notte vola (Canale 5, 2001) Concorrente
- Cantare è d'amore (Rai 1, 2012)
- Ballando con le stelle 13 (Rai 1, 2018) Concorrente

## Libri
- L'ascolteranno gli americani, a cura di Paolo Audino Rai-Eri (2006)
- SiAmo questa musica, Terre Sommerse a cura di Niccolò Carosi (2017)